# Pantofelek (wędkarstwo)
Pantofelek – zakończenie nóżki w przelotce rozbieralnej, umocowane na stałe do wędziska. Najczęściej jest to kilkumilimetrowa płaska płytka metalowa o spłaszczonych końcówkach, posiadająca w środku gwintowane gniazdo przeznaczone do wkręcenia nóżki.